# Stipes (Insekt)

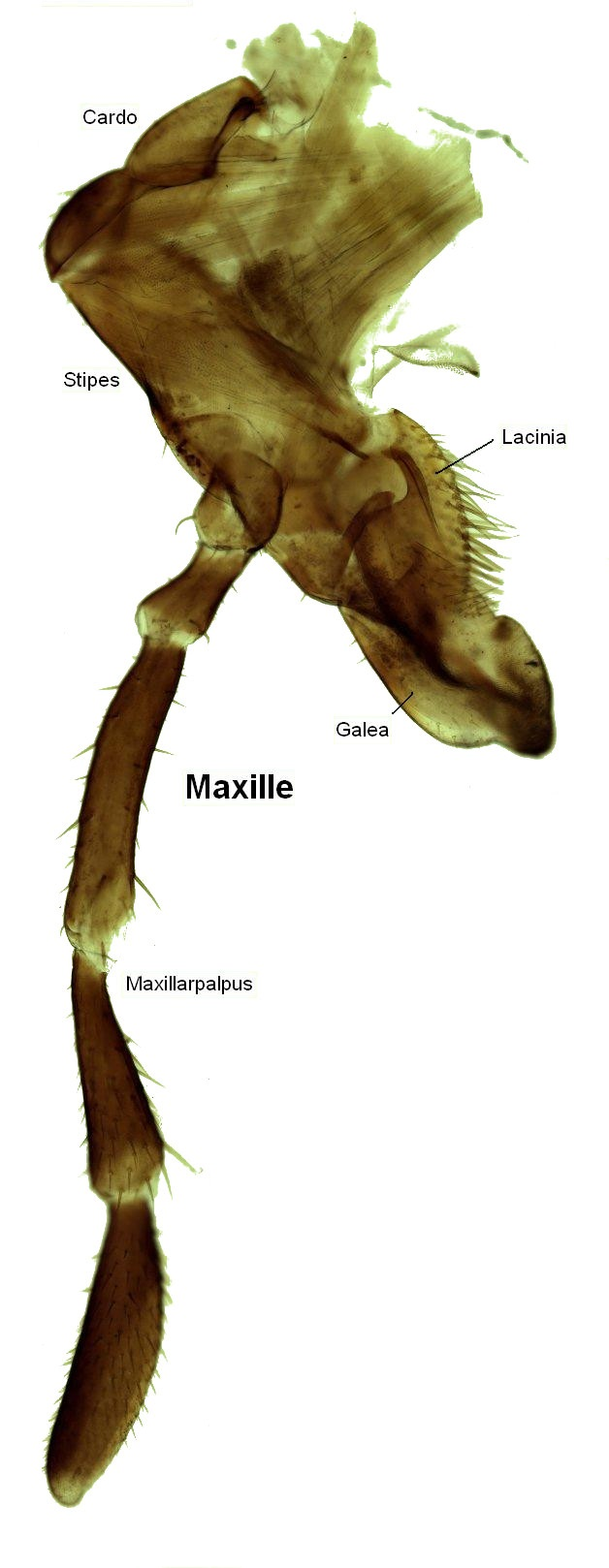
Maxille der Amerikanischen Großschabe (Periplaneta americana) mit Beschriftung der einzelnen Teile

Der Stipes ist ein Abschnitt der Maxille der Insekten und gehört damit zu den Mundwerkzeugen. Gemeinsam mit dem Cardo, der die gelenkige Artikulation zum Kopf darstellt, bildet es den umgewandelten Coxopoditen der Maxille.
Der Stipes trägt als Stammelement den Telepoditen, der als 4- bis 5-gliedriger Unterkiefertaster (Palpus maxillaris) ausgebildet ist und häufig auf einer eigenen Struktur, dem Palpifer, aufsitzt. Außerdem setzen am Stipes die beiden Kauladen an, die als Lacinia (innere Lade) und Galea (äußere Lade) bezeichnet werden.

## Belege
1. 1 2  Gerhard Seifert: Entomologisches Praktikum. Georg Thieme Verlag, Stuttgart 1975, ISBN 3-13-455002-4, S. 266.